# Alchemical: Volume 1
Alchemical: Volume 1 il primo album in studio della cantante Dove Cameron, pubblicato il 1º dicembre 2023 dalla Distruptor e Columbia.

## Antefatti
In un'intervista l'artista ha dichiarato:

## Tracce
1. Lethal Woman – 2:06
2. Still – 3:09
3. Breakfast – 2:28
4. Sand – 3:39
5. White Glove – 2:30
6. God's Game – 2:44
7. Boyfriend – 2:33
8. Fragile Things – 3:33